# Faedo (Brañalonga)
Faedo (en asturiano y oficialmente: Faéu) es una casería que pertenece a la parroquia de Parroquia de Brañalonga en el concejo de Tineo (Principado de Asturias). Se encuentra a 602 m s. n. m. y está situada a 11,80 km de la capital del concejo, la villa de Tineo. 

## Población
En 2020 contaba con una población de 13 habitantes (INE, 2020) repartidos en un total de 10 viviendas (INE, 2010).